# Ilja Raschkowski
Ilja Raschkowski (russisch Илья Рашковский; * 17. November 1984 in Irkutsk) ist ein russischer Pianist.
Vom 9. bis zum 16. Lebensjahr war Raschkowski Schüler Meri Lebensons an der Nowosibirsker Spezialmusikschule, die dem nach Michail Iwanowitsch Glinka benannten Staatlichen Konservatorium angegliedert ist. Danach ging er wie viele russische Pianisten an die Hochschule für Musik, Theater und Medien Hannover. An der deutschen Pianistenhochburg war er neun Jahre Schüler von Wladimir Wsewolodowitsch Krainew. 2009 wechselte er an die École Normale de Musique de Paris zu Marian Rybicki.
Konzerte gab er in Europa, Japan und Russland.

## Wettbewerbe
1. Preis
Vladimir Krainev International Competition for Young Pianists (1998)
Valsesia Musica (2004)
Concurso Internacional de Piano Premio Jaén
Hong Kong International Piano Competition (2005)
2. Preis
Long-Thibaud-Crespin Competition (2001)
New Orleans International Competition (Samson-François-Preis) (2010)
Vianna da Motta International Music Competition (2010)